# Köping
Köping je grad u središnjoj Švedskoj u županiji Västmanland.

## Stanovništvo
Prema podacima o broju stanovnika iz 2005. godine u gradu živi 17.358 stanovnika.

## Vanjske poveznice
- Službena stranica grada  Arhivirana inačica izvorne stranice od 25. svibnja 2021. (Wayback Machine)

### Ostali projekti
|  | Zajednički poslužitelj ima još gradiva o temi Köping |